# القوة الضاربة
القوة الضاربة (بالإنجليزية: Strikeforce)‏ كانت منظمة أمريكية لفنون القتال المختلطة والكيك بوكسينغ مقرها في سان خوسيه، كاليفورنيا والتي تعمل من 1985 إلى 2013. كان يرأسها الرئيس التنفيذي سكوت كوكر.